# Ratko Štritof
Ratko Štritof (Fiume, 14 gennaio 1972) è un ex pallanuotista e allenatore di pallanuoto croato, vincitore una medaglia d'argento ai giochi olimpici di Atlanta 1996 e di due argenti europei.

## Biografia
Inizia la carriera nel Mladost Zagabria dove conquista otto campionati, tre Coppe dei Campioni, una Coppa delle Coppe, una Supercoppa Europea e una Coppa LEN. Con il Posillipo conquista uno scudetto e una Coppa dei Campioni. Nel 2009 viene ingaggiato dalla Rari Nantes Florentia, mentre nel 2010 entra a far parte della Simply Sport Pescara, con cui raggiunge la Serie A2 e dove conclude la carriera da giocatore per intraprendere quella di allenatore. Nella stagione 2014-2014 allena il Como, mentre nel 2017 allena il Mladost Zagabria.